# サイン (芸能プロダクション)
株式会社サイン（英文社名；Sign Inc.）は、東京都世田谷区に本社を置く日本の芸能プロダクション。事務所は東京都渋谷区神宮前3-40-2 シグマDUO原宿3Fに所在。旧社名は株式会社サディーカ（英文社名；SADEECA Inc.）。

## 沿革
- 2011年5月1日 - 本社を東京都世田谷区新町2-22-15 ユニベル新町203から東京都世田谷区玉川台1-6-5へ移転[1]。
- 2016年3月1日、株式会社サインに社名を変更[2]

## 所属タレント
※2020年3月現在
| - 小平大智 - タクヤ - 武田祐一 - 古山ニカジアーツ - 大野由佳 - 緒形水咲 - 阿部紗英 - 大野さき - 大塚れな - 山口美優 - 満月あいり - 武尾直美 - 村木えり - 林希乃花 - 大武愛加 - カナタ - 鈴木彩優 - 佐生知嘉子 - 有働かおり | - 益子直美 - 駒田徳広 - 岡崎郁 - 山本雅道 - 二宮至 - 高岸知代 - 広瀬哲朗 - 大慈彌功 - 渡邊良仁 - 斎藤大輔 |

## かつて所属していたタレント
- 麻生くるみ
- 荒岡めぐみ
- イザベル
- 磯野未来
- 井上一樹
- 岩城美空
- 岩切桃花
- 植松ジュン
- 江崎春
- M@A
- 遠藤みつき
- 遠藤勇樹
- 岡雅史
- 岡本かおり
- 梶敦美
- 我謝レイラニ
- 加藤歩
- 川瀬まりあ
- ケイ・グラント
- 齊藤理沙
- 佐久間ゆい
- 桜桃
- 尻無浜冴美
- 関川浩一
- 高橋志穂
- 武尾直美
- 寺口智香
- 中谷水嶺
- 西崎幸広
- 西村美里
- 早川諒
- 藤永留歌
- 藤本ゆかり
- フリーディア
- 水上幸愛
- 水上善雄
- 宮崎翔太
- 吉田莉穂
- 横井寛典
- ロペス貴子
- 若菜嘉晴